# Marienkirche (Gnoien)

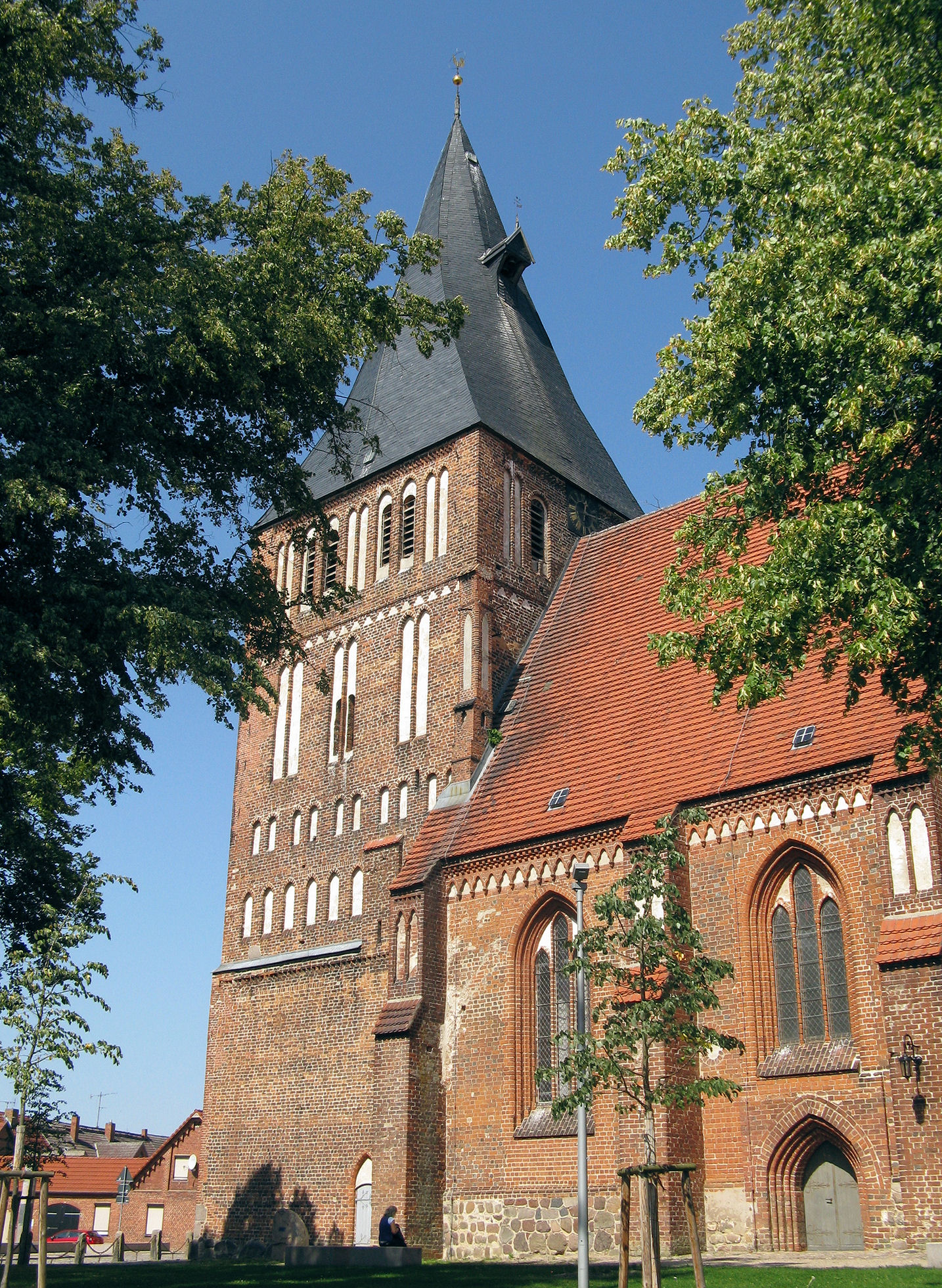
Marienkirche in Gnoien, Südansicht

Die Marienkirche ist eine evangelische Pfarrkirche im historischen Stadtkern von Gnoien im Landkreis Rostock in Mecklenburg-Vorpommern. Die Kirchengemeinde gehört zur Propstei Rostock im Kirchenkreis Mecklenburg der Evangelisch-Lutherischen Kirche in Norddeutschland (Nordkirche).

## Geschichte
Gnoien wurde wohl in der Regierungszeit des Fürsten Nikolaus I. von Werle († 1277) gegründet und erstmals 1257 erwähnt. Vermutlich wurde der Kirchenbau unmittelbar nach der Gründung des Ortes um 1230/40 begonnen. Die Kirche zählte ursprünglich zum Bistum Cammin, von dem aus im frühen 13. Jahrhundert das nahe Kloster Dargun neu gegründet worden war, das die älteste christliche Gemeinde im damaligen Zirzipanien bildete. Der älteste Teil der Kirche ist der Chor, an den nach Westen anschließend in den nachfolgenden Jahrhunderten die zweischiffige Hallenkirche und danach der etwa 1445 fertiggestellte Turm angebaut wurden.
Das Patronatsrecht der Kirche in Gnoien lag beim jeweiligen Landesherren. Zur Pfarrei Gnoien gehörten seit alters her die Dörfer Bobbin, Warbelow und Klein Nieköhr. Außerdem ist Gnoien seit alters her Sitz einer Propstei, die wechselnden Superintendenturen (heute Güstrow) unterstand und zu der in wechselndem Umfang verschiedene Pfarreien der Umgebung zählten. Das Patronatsrecht der Kirchen in den zur Propstei zählenden Rittergütern lag bei den jeweiligen Gutsbesitzern.
In Gnoien vollzog sich die Reformation über einen längeren Zeitraum, während dessen es zu Glaubensstreitigkeiten in der Stadt und Anfeindungen gegen verschiedene Pfarrer kam. Der erste evangelische Pfarrer in Gnoien war 1532 der Prediger Valentin. Knapp zehn Jahre später fanden in den Dorfkirchen der Umgebung trotzdem bisweilen noch katholische Handlungen statt. 1546 gab es eine Predigersynode für Gnoien und Umgebung, die u. a. auch die Gottesdienstordnung zum Inhalt hatte.
Im Dreißigjährigen Krieg wurde die Kirche schwer beschädigt, wonach umfangreiche Reparaturen durchgeführt wurden. Unter anderem errichtete man damals die kräftigen Strebepfeiler am Außenmauerwerk, um die durch vom Druck der Gewölbe belasteten desolaten Mauern abzustützen. 1739 und 1830 wurden abermals umfangreiche Reparaturen, u. a. an der stark verwitterten Westseite des Turmes durchgeführt.

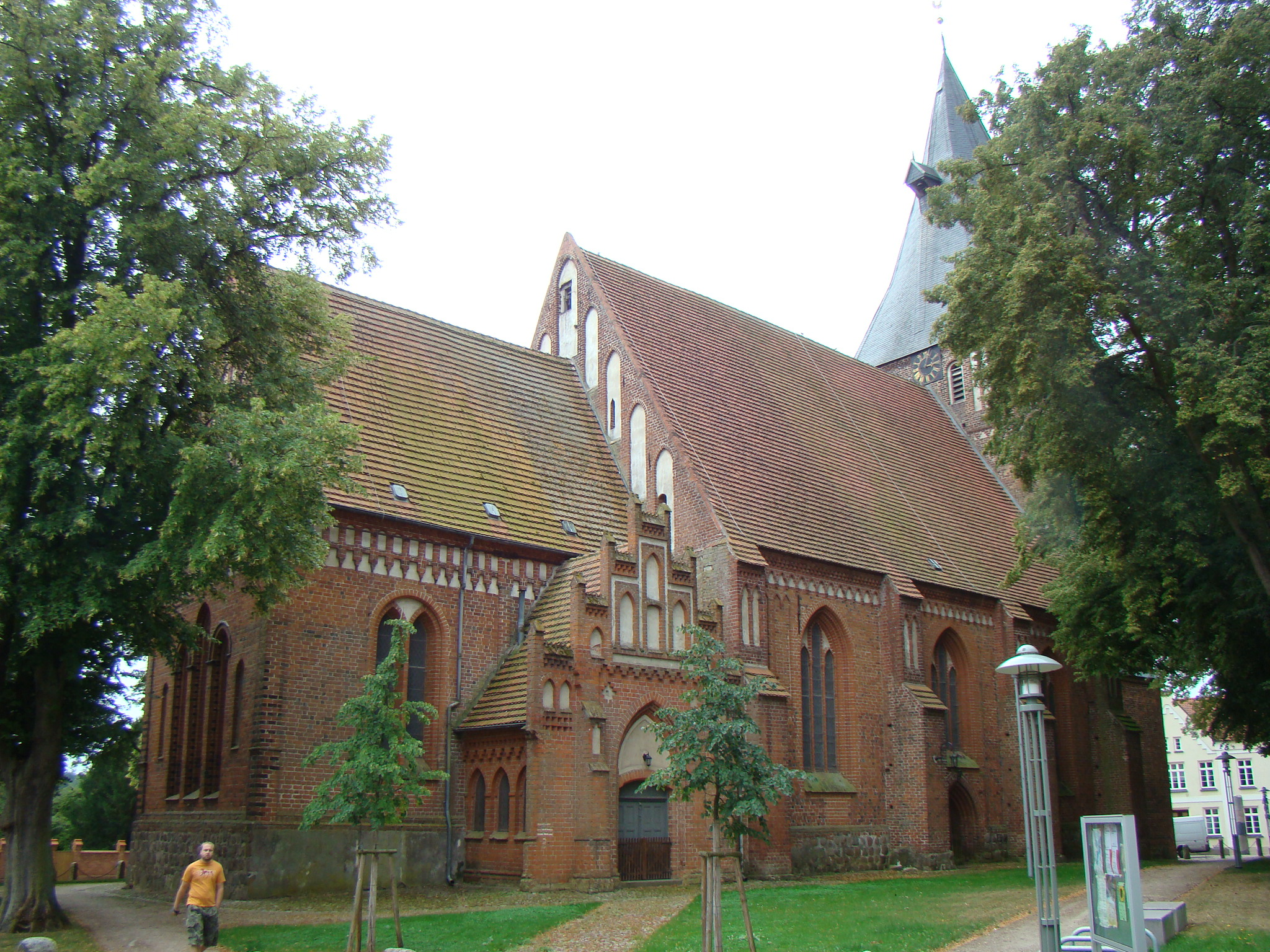
Ansicht von Nordosten. Die Vorhalle mit dem Staffelgiebel wurde im späten 19. Jahrhundert ergänzt.

Bis ins 18. Jahrhundert hinein befand sich der Friedhof der Stadt auf dem Platz um die Kirche. 1784 wurde ein neuer Friedhof vor dem Rostocker Tor angelegt, woraufhin die Belegung des alten Friedhofs endete. Nachdem 1818 die letzten Gräber um die Kirche eingeebnet worden waren, erhielt der Kirchplatz seine heutige Gestaltung durch die Anpflanzung der heute noch vorhandenen Linden.
Bei der umfassenden Renovierung von 1877 bis 1881 durch Theodor Krüger erhielt die Kirche ihr heutiges neugotisches Aussehen, wobei auch im Norden und Süden die Seitenkapellen angebaut wurden. Anlässlich dieser Renovierung hat man den historischen Marienaltar aus dem Chor entfernt und in einer der Seitenkapellen untergebracht. Für den Hauptaltar im Chor wurde stattdessen ein neugotisches Gemälde beschafft.
Die beiden Weltkriege überstand die Kirche bis auf die Ablieferung von Glocken unbeschadet. In der Zeit nach dem Zweiten Weltkrieg fanden in der Kirche zeitweilig auch Messen für die nach Gnoien gekommenen katholischen Flüchtlinge und Vertriebenen statt, bevor diese ein eigenes Gemeindehaus erhielten. 1958/59 wurde der Marienaltar renoviert und wieder im Chor aufgestellt, 1961 wurden die Fenster der Kirche neu verglast. Gegen Ende der 1960er Jahre waren die Dächer der Kirche in desolatem Zustand, doch wurde die Kirche vorerst nicht in den Kreisbauplan aufgenommen, so dass über mehrere Jahre Turmschieferplatten vom Dach herabstürzten und das Betreten des Kirchenplatzes nur noch auf eigene Gefahr erfolgen konnte. Erst 1978 wurde mit Mitteln des Sonderbauprogramms zur Erhaltung von Kirchen der Kirchturm saniert und das Kirchenschiff neu eingedeckt, zwei Jahre später erhielten die Seitenkapellen und der Chor neue Dächer. 1985 wurde ein elektrisches Läutewerk eingebaut, 1992 und 2005 wurden Heizmöglichkeiten im Kirchenschiff geschaffen, so dass dieses seitdem ganzjährig für Gottesdienste zur Verfügung steht.

## Beschreibung

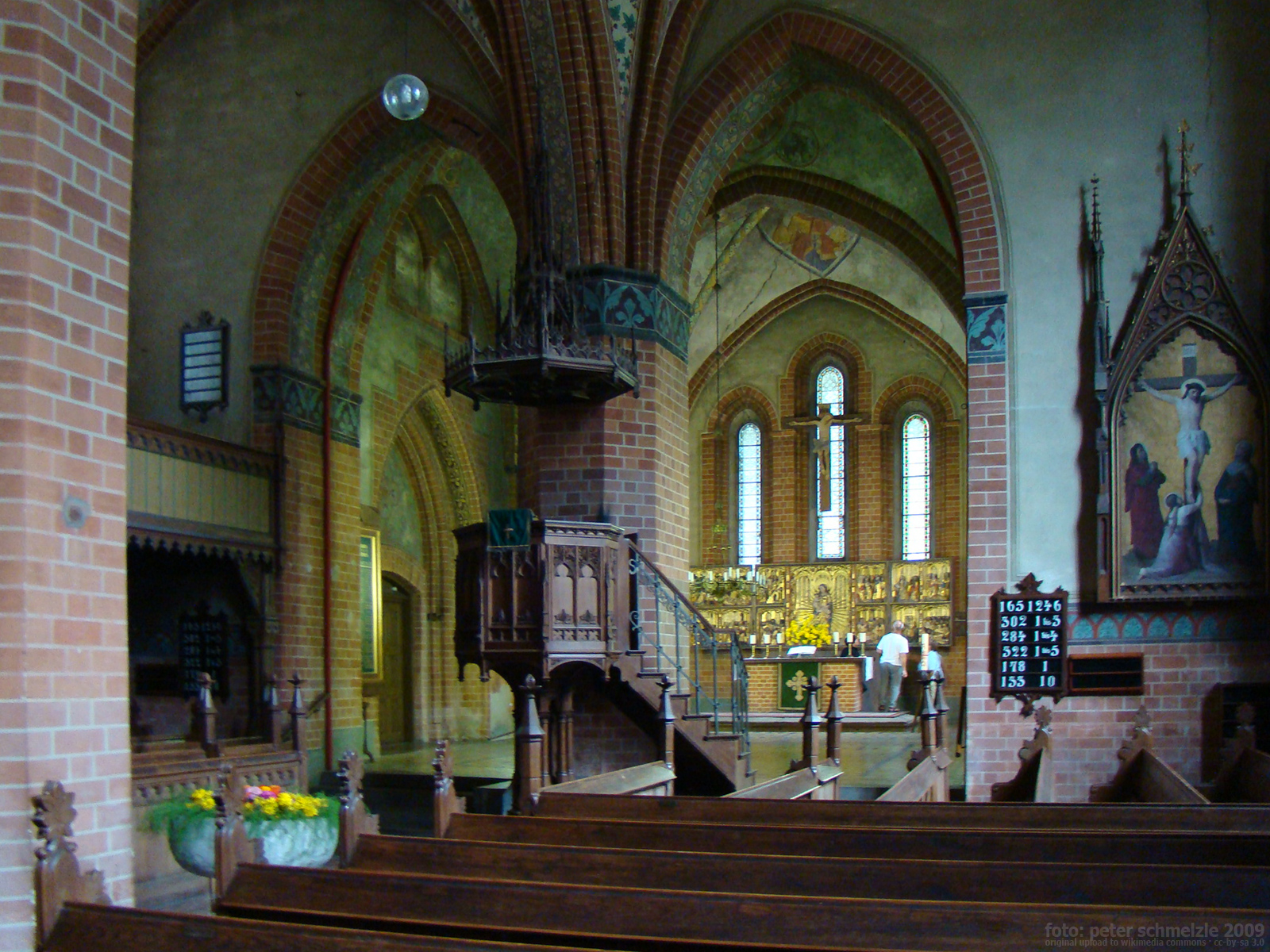
Blick vom Schiff zum Chor

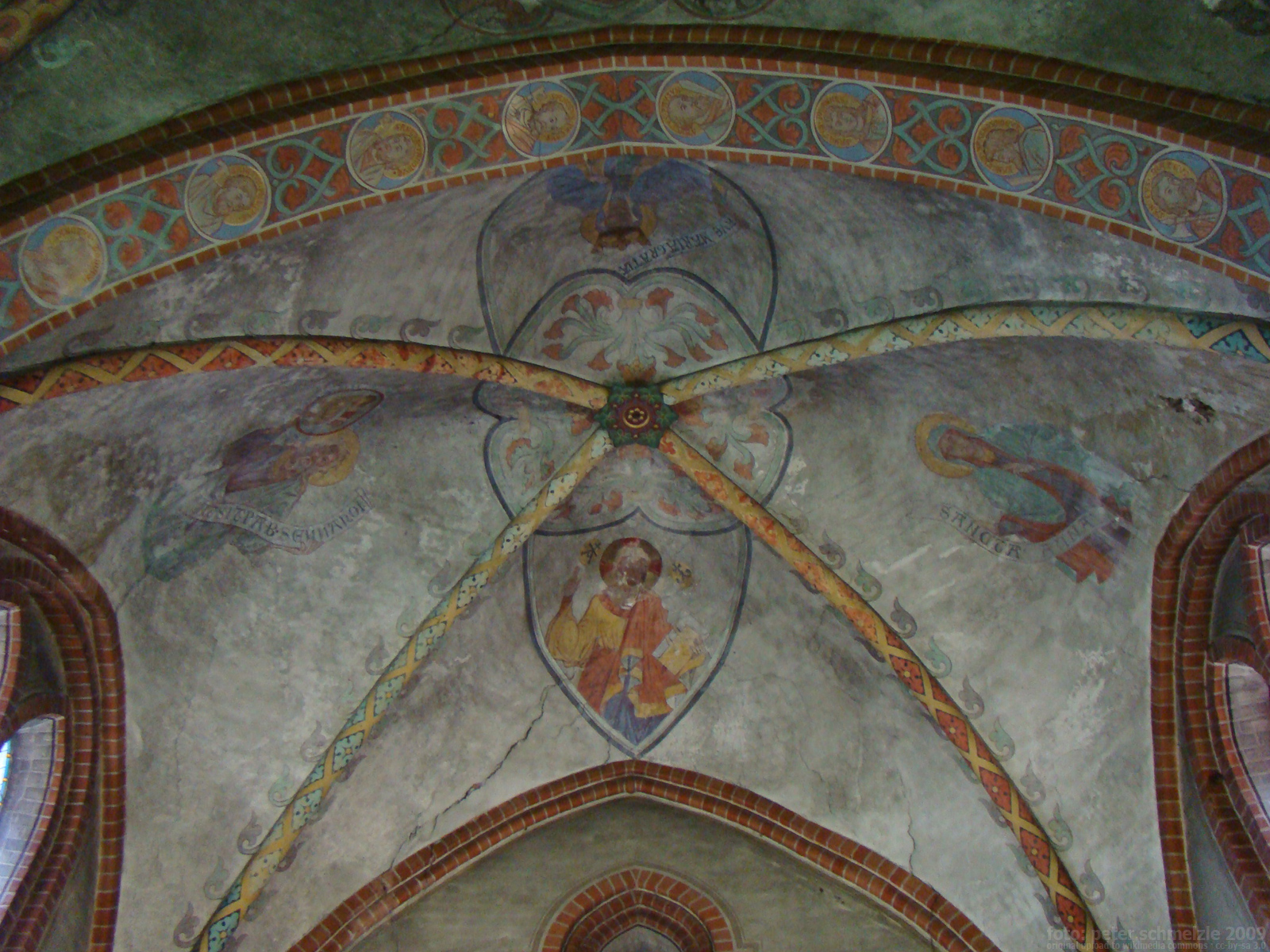
Deckenmalerei im östlichen Gewölbejoch des Chors

Die Stadtpfarrkirche St. Marien ist ein frühgotischer Backsteinbau, bestehend aus Chor, Langhaus und Turm. Das Äußere ist reichhaltig an allen Seiten mit Blenden, Friesen und Strebepfeilern geschmückt und gegliedert.
Der rechteckige Chor aus Backsteinen mit seinen zwei quadratischen Jochen und zwei steilen Kreuzrippengewölbe entstand Mitte bis Ende des 13. Jahrhunderts. Das Satteldach ist niedriger als das vom Langhaus. Die Chorfenster sind seitlich zweiteilig und am Ostgiebel dreiteilig. Zum Langhaus öffnet sich der Chor durch zwei spitzbogige Arkaden.
Bemerkenswert ist die Gewölbemalerei im Chor, die um 1300 entstand und die um 1880 freigelegt und erneuert wurde. Das östliche Gewölbejoch zeigt Christus als Erlöser der Welt, außerdem Maria, Anna und Johannes den Täufer. Das westliche Gewölbejoch zeigt biblische Szenen: die Geburt Jesu, die Krönung Mariä, die Verkündigung Mariä sowie die Kreuzigungsszene.
Das zweischiffige Langhaus stammt aus dem 14. Jahrhundert. Die gotische Saalkirche mit ihren drei Jochen wird durch starke Strebepfeiler gestützt und gegliedert. Ein Satteldach schützt das Gebäude. Die Kreuzrippengewölbe werden von achteckigen Pfeilern getragen. Die sechs dreiteiligen Spitzbogenfenster weisen Kleeblattfriese auf.
Ein Deutsches Band schmückt als Fries die Wände. Die Einbauten der Empore stören den Eindruck der ansonsten harmonischen gotischen Kirche. Die spitzbogigen Portale an der Nord- und Südseite springen zurück und werden verziert in den Gewänden durch Rundstäbe.
Der quadratische Westturm von 1445 hat einen vierseitigen Pyramidenhelm mit einer Gaube für die Uhrschlagglocken. Der Turm misst bis zur Spitze des Wetterhahns rund 56 Meter. Der Blendenschmuck betont in den Obergeschossen die Horizontale. An der Westseite befindet sich ein Spitzbogenportal, das durch Wülste und Kehlen gegliedert ist.
Durch die Restaurierungen in der zweiten Hälfte des 19. Jahrhunderts fanden Veränderungen an den Fenstern und Schmuckmotiven statt. Bei der neugotischen Umgestaltung der Kirche in der Zeit um 1880 wurden auch die seitlichen Anbauten an den Chor ergänzt. Die Vorhalle an der Nordseite des Chors hat einen durch Blenden gegliederten Staffelgiebel und ein Portal, das mit einem Wimperg „überkrönt“ wurde. Auch die Sakristei an der Südseite des Chors weist einen Staffelgiebel auf.

## Marienaltar

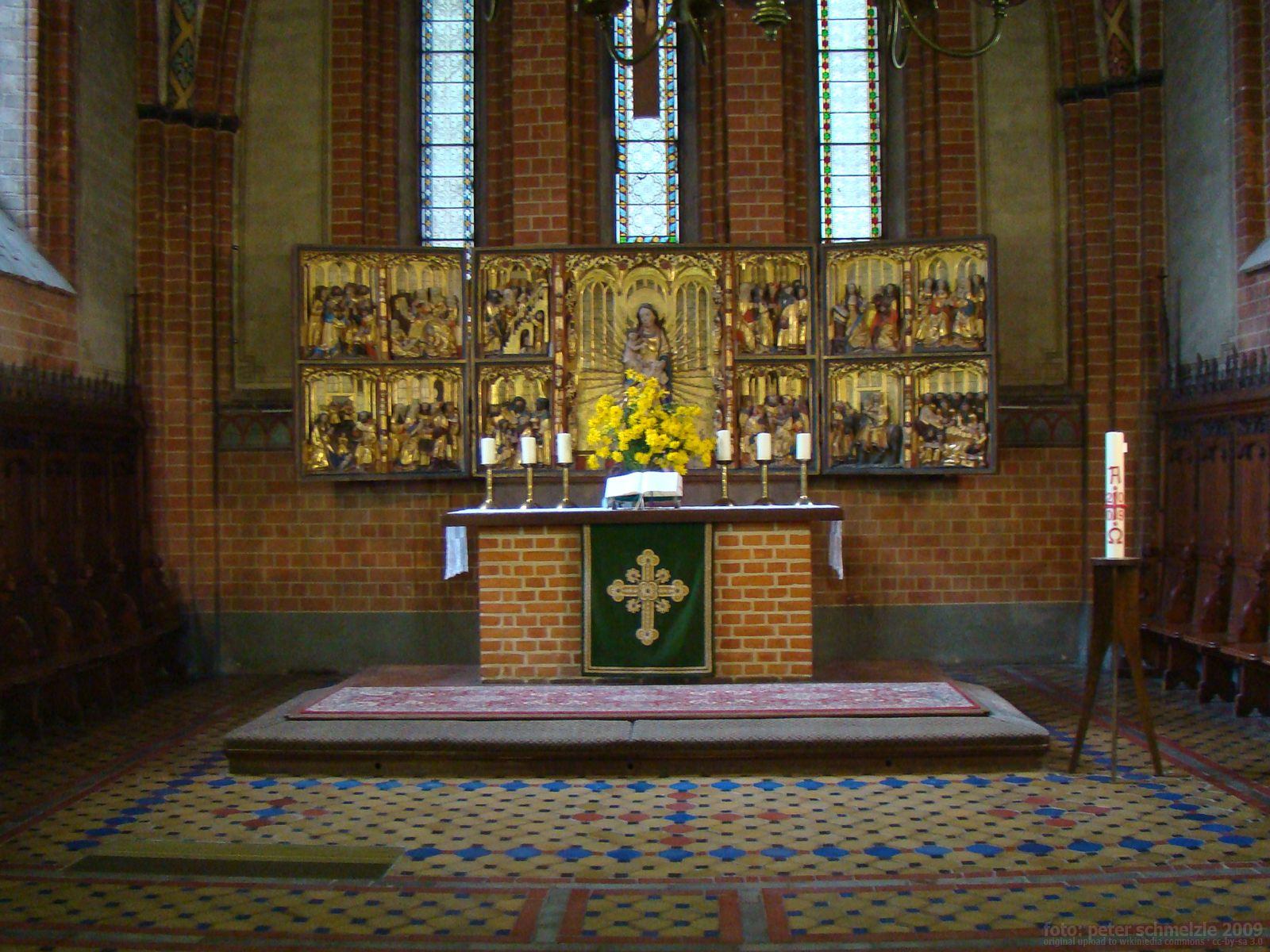
Marienaltar im Chor

Der spätgotische Flügelaltar entstand in etwa um 1510/20. Dem Stil nach könnte er einer Lübecker Werkstatt zugeschrieben werden. In der Ausführung des Altars, speziell in der Gestaltung der Gesichter und der Haartracht der dargestellten Figuren, lassen sich mindestens zwei ausführende Meister unterscheiden. Im Mittelschrein befindet sich Maria im Strahlenkranz mit dem Knaben auf dem Arm, die zu ihren Füßen einst von zwei bereits vor Jahrzehnten gestohlenen Engeln flankiert wurde. Links und rechts des Mittelbildes sowie in den beiden Flügel geben insgesamt zwölf Reliefs Szenen aus dem Marienleben wieder. Die oberen sechs Bilder zeigen von links nach rechts das Gebet für das kinderlose Paar Anna und Joachim, die Geburt Mariä, Maria auf den 13 Stufen des Tempels, Mariä Vermählung mit Josef, Mariä Verkündigung sowie Mariä Heimsuchung. Die unteren sechs Bilder zeigen die Geburt Jesu, die Beschneidung Jesu, die Anbetung durch die drei Weisen, Jesu im Tempel, die Flucht nach Ägypten und den Marientod. An den senkrechten Streben zwischen den einzelnen Relieffeldern befinden sich weitere kleine Figuren.
Die Außenseiten der Altarflügel waren einst bemalt, jedoch waren die Gemälde im Lauf der Zeit sehr schadhaft geworden und wurden bei einer Restaurierung dann entfernt.
Der Marienaltar stand bis zur Sanierung der 1880er Jahre im Chor der Kirche. Darauf nahm man Anstoß an der vorreformatorischen Arbeit in der evangelischen Kirche und hat den Altar in die Sakristei versetzt. Anstelle des Marienaltars wurde ein neugotisch gerahmtes Ölgemälde mit einer Kreuzigungsszene als Altaraufsatz verwendet. Der Marienaltar wurde 1958/59 umfassend renoviert. Dabei wurde er neu vergoldet und schadhafte Teile der Figuren wurden ersetzt. Anschließend wurde er wieder im Chor aufgestellt. Da es weiterhin Bedenken gegen den Altar gab, hat die Kirchengemeinde ein großes hölzernes Kruzifix auf dem Altartisch aufgestellt, das die Marienfigur größtenteils verdeckte. Dieses Kruzifix wurde später im Chor aufgehängt, so dass der Blick auf den gesamten Altar frei wurde.

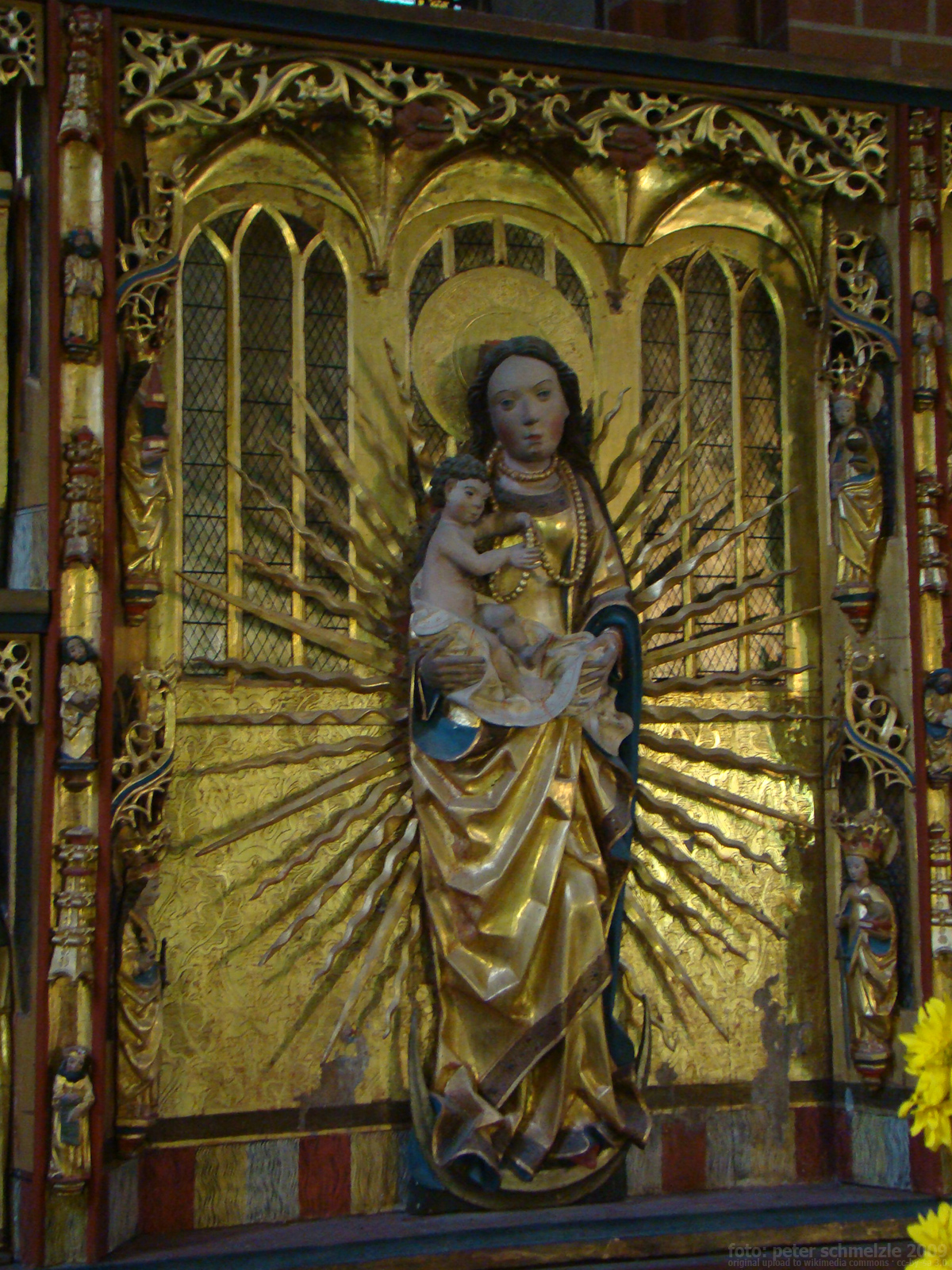
Mittelbild des Altars
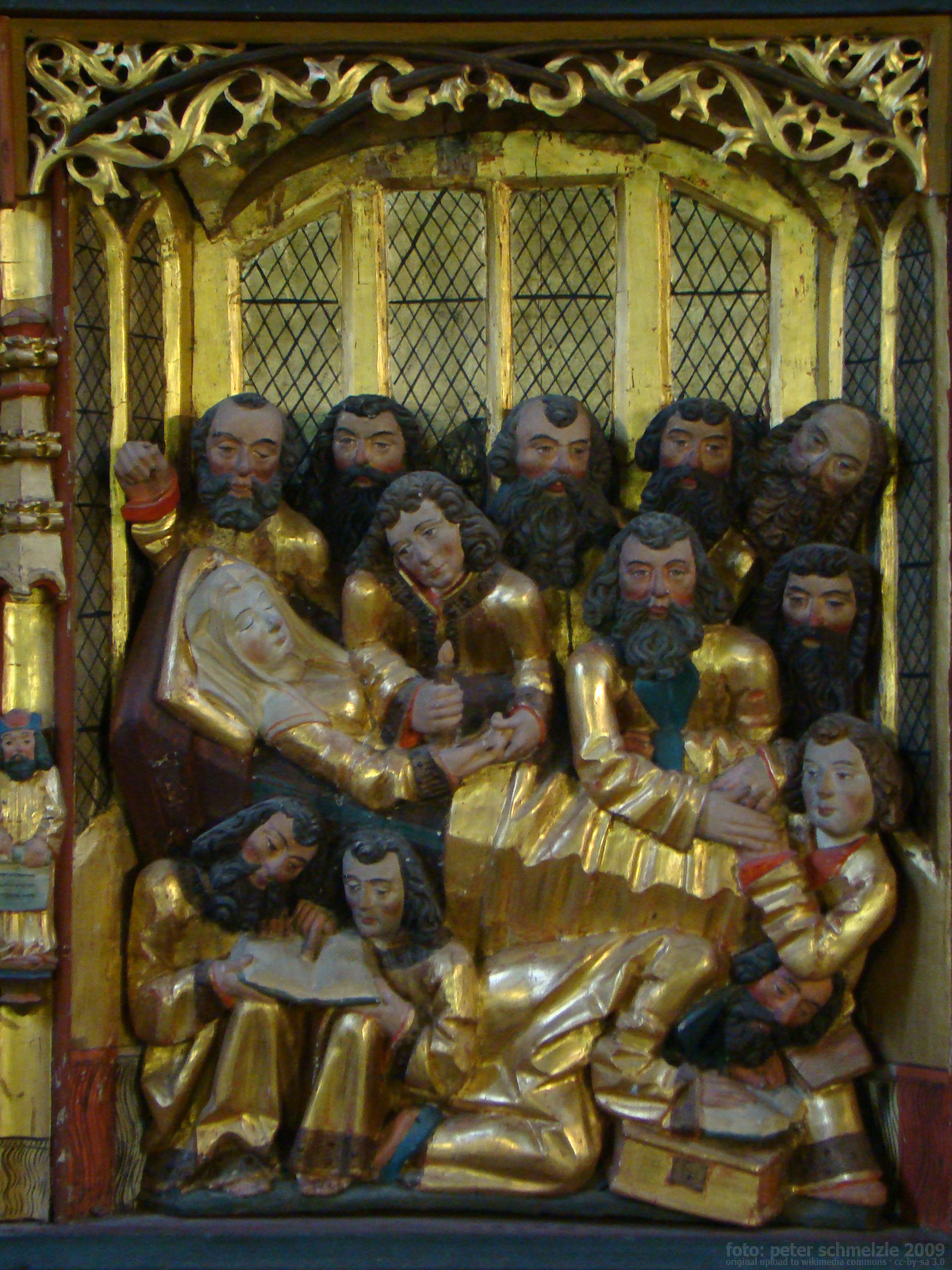
Flügeltafel: Marientod

## Sonstige Ausstattung

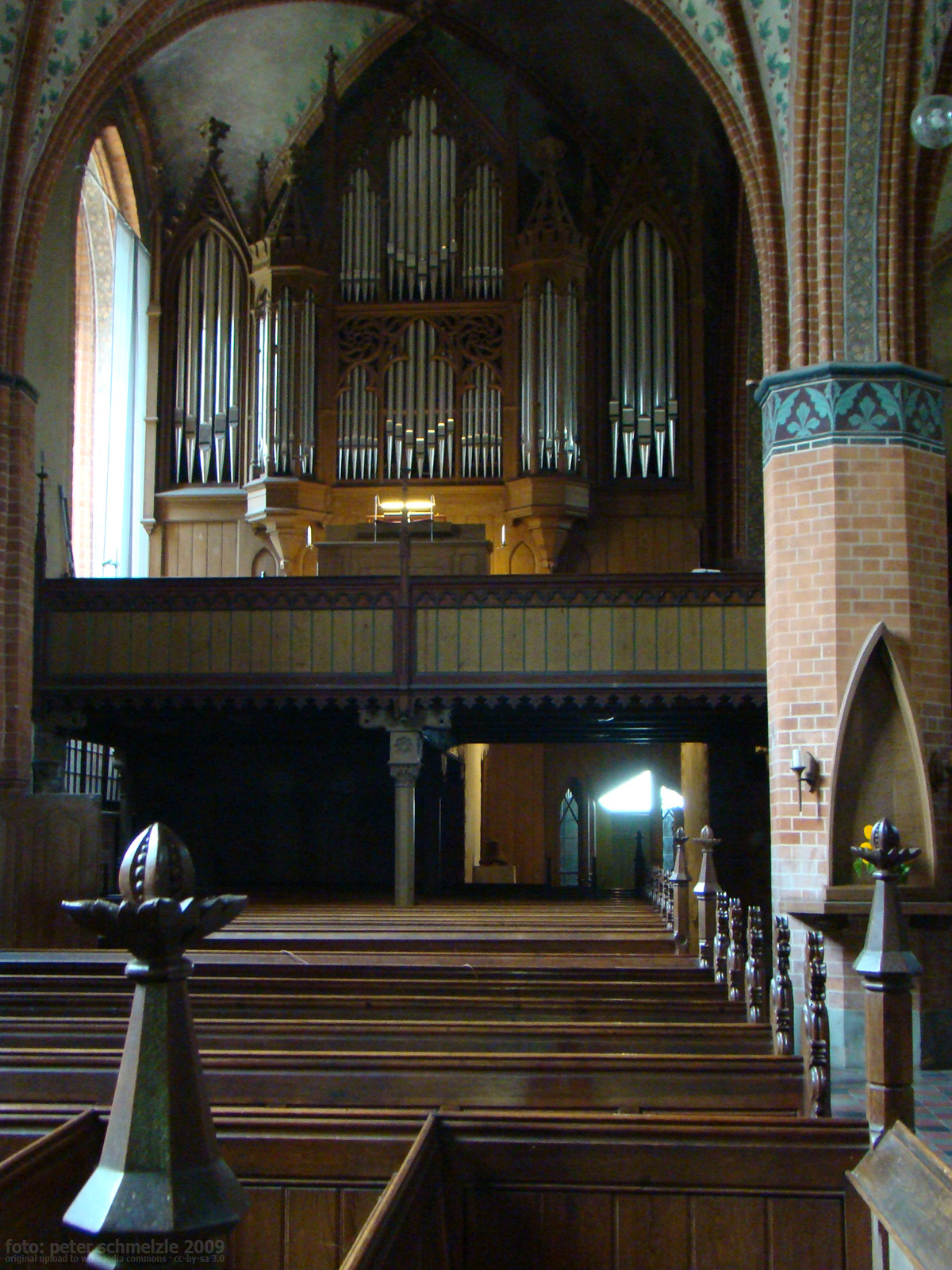
Blick zur Orgelempore

Die Orgel der Kirche ist bereits mindestens das dritte Instrument in der Geschichte der Kirche und wurde vom Orgelbauer Friedrich Hermann Lütkemüller im Jahr 1859 als Ersatz für ein 1737/38 bei David Baumann gebautes Instrument gebaut. Die Orgel hat 24 Register auf zwei Manualen und Pedal. Im Jahr 1892 ersetzte Lütkemüller auf Weisung des Orgelrevisors Maßmann das Register Flautino 2‘ durch Sanfte Aeoline 8‘. Die ursprünglichen Orgelpfeifen mussten im Ersten Weltkrieg abgeliefert werden und wurden 1925 durch Zinkpfeifen ersetzt. Lange Zeit unterblieben nötige Instandhaltungen an dem Instrument. 1994 fanden erste Notreparaturen statt, um den weiteren Zerfall aufzuhalten. Nachdem im Sommer 2003 starke Hitze und Trockenheit weitere Schäden an dem Instrument verursacht hatten, wurde die Orgel unter wesentlicher Kostenbeteiligung der ZEIT-Stiftung Ebelin und Gerd Bucerius bis zum Sommer 2004 umfassend restauriert, wobei auch der Umbau von 1892 rückgängig gemacht und das ursprüngliche Klangbild wiederhergestellt wurden.
| I Hauptwerk C–f3 |       |
| Bordun           | 16′   |
| Viola di Gamba   | 16′   |
| Principal        | 8′    |
| Flöte            | 8′    |
| Salicional       | 8′    |
| Octave           | 4′    |
| Quinte           | 2 ⁄3′ |
| Octave           | 2′    |
| Mixtur V         |       |
| Trompete         | 8′    |

| II Oberwerk C–f3 |     |
| Quintatön        | 16′ |
| Principal        | 8′  |
| Gedackt          | 8′  |
| Dolce            | 8′  |
| Octave           | 4′  |
| Flöte            | 4′  |
| Flautino         | 2′  |
| Clarinett        | 8′  |

| Pedal C–d1 |     |
| Subbaß     | 16′ |
| Violon     | 16′ |
| Principal  | 8′  |
| Baßflöte   | 8′  |
| Violoncell | 8′  |
| Posaune    | 16′ |

- Koppeln: Manualkoppel, Pedalkoppel

Neben der heute verwendeten Kanzel aus dem 19. Jahrhundert hat sich im Turmuntergeschoss eine Kanzel aus dem späten 16. Jahrhundert erhalten, die mit den Evangelisten und Sankt Salvator als Bildnissen in Nischen versehen ist. Des Weiteren sind zu erwähnen zwei Holzfiguren, wahrscheinlich aus dem 14. Jahrhundert, die Christus und Maria darstellen, der gotische Taufstein, der aus Brudersdorf bei Dargun stammen soll, und ein gotischer Kelch von 1424. An der Ostwand des Kirchenschiffs ist rechts neben dem Chorbogen das neugotische Altarbild von Paul Haendler von 1881 aufgehängt, das sich bis 1959 im Chor befunden hatte.
Gegen Ende des 19. Jahrhunderts waren fünf Bronzeglocken im Kirchturm aufgehängt, davon zwei Stundenschlagglocken in der charakteristischen Gaube des Turmdachs. In den beiden Weltkriegen mussten verschiedentlich Glocken abgeliefert werden und wurden später durch Neuanschaffungen ersetzt, von 1945 bis 1959 kam sogar ein alter Kesselboden als Ersatz für die abgelieferten Uhrglocken zum Einsatz. Die älteste in der Kirche erhaltene Glocke stammt aus dem 13. Jahrhundert und wurde von Albertus Anegod gegossen. Die neuesten Glocken (für Stunden- und Viertelstundenschlag) wurden 2001 gestiftet.

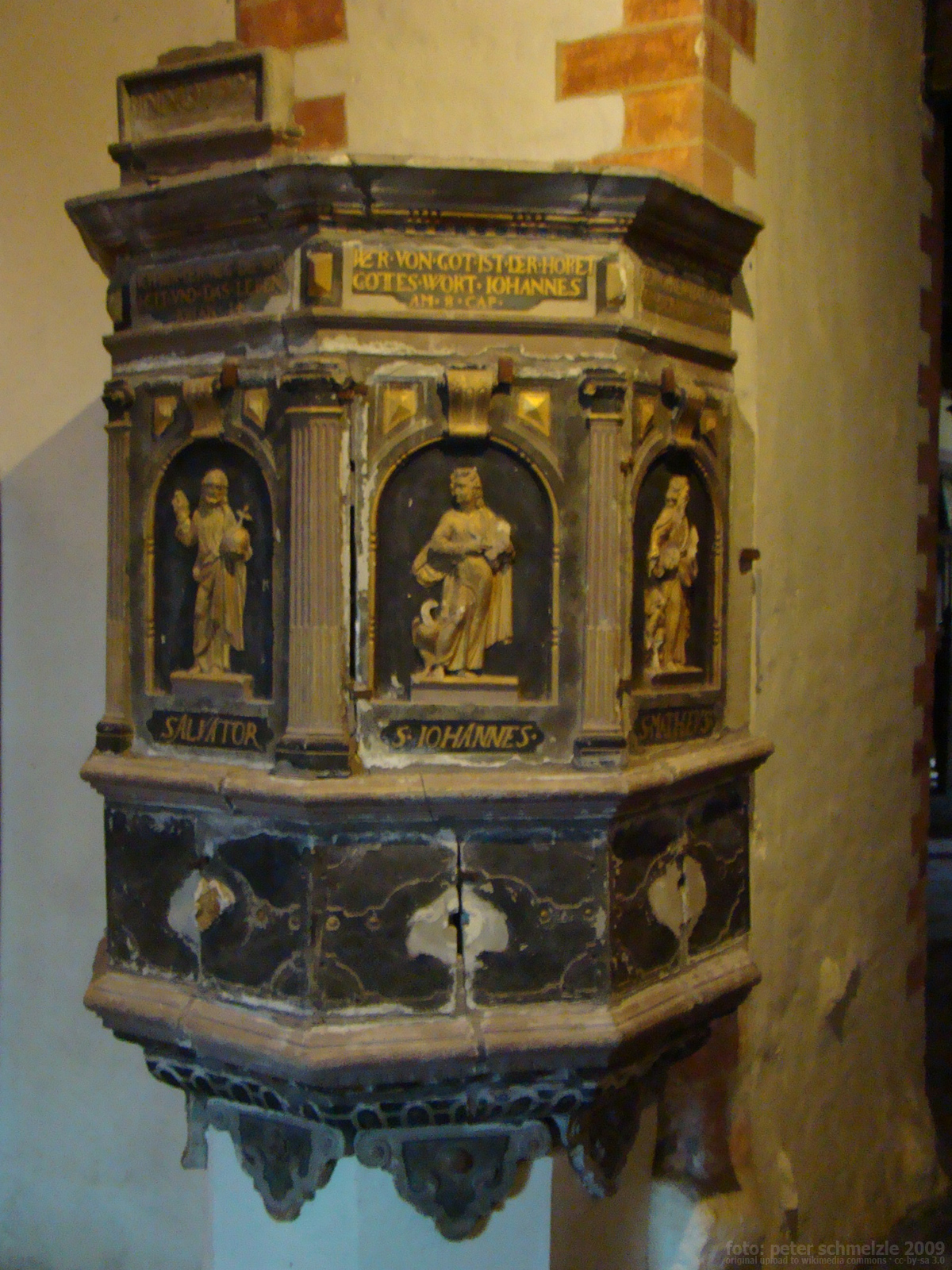
Renaissancekanzel
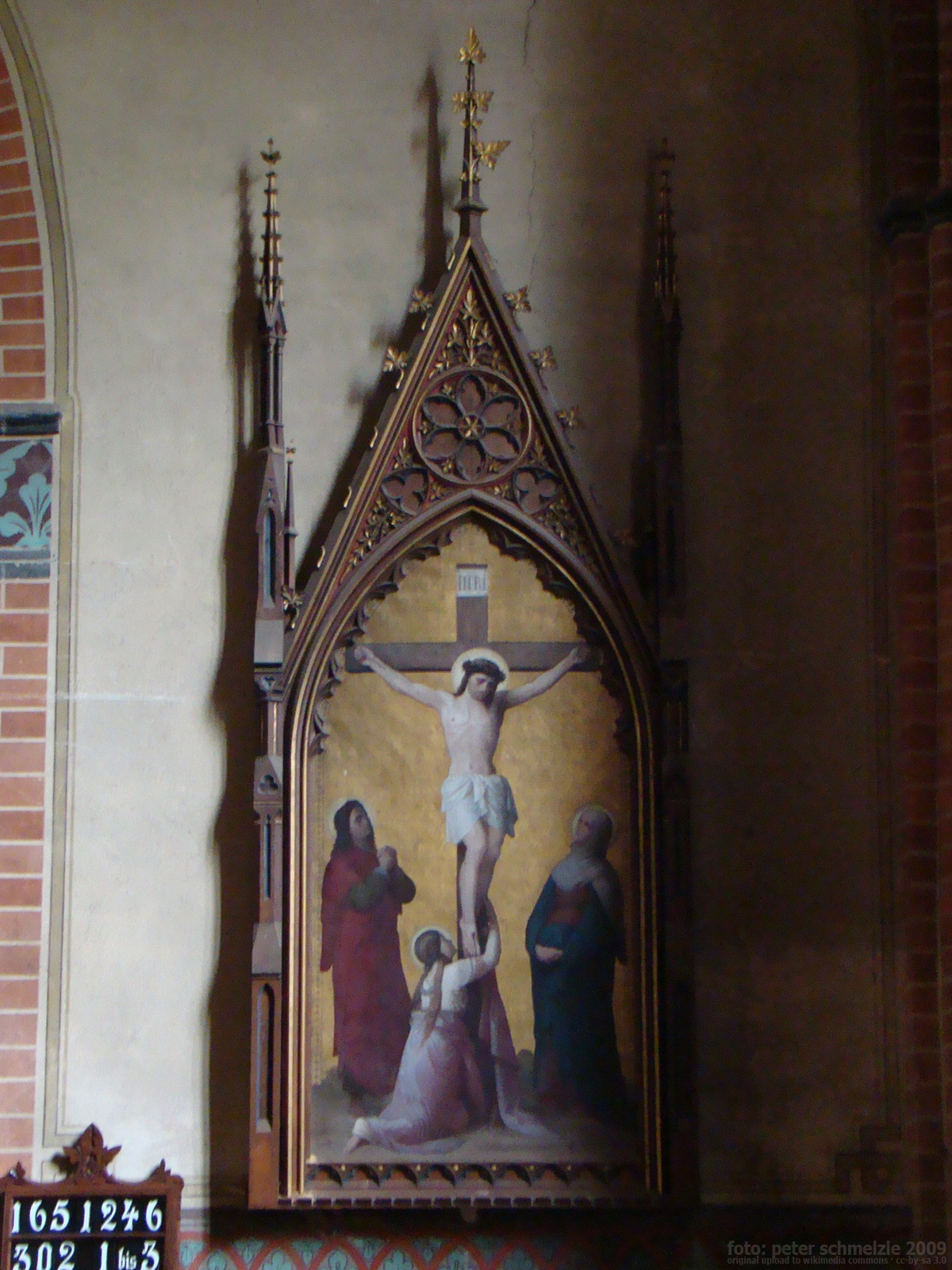
Ehemaliges Altarbild